# Вайнграбен
Вайнграбен (нем. Weingraben) — коммуна (нем. Gemeinde) в Австрии, в федеральной земле Бургенланд.
Входит в состав округа Оберпуллендорф. Население составляет 385 человек (на 31 декабря 2005 года). Занимает площадь 9,2 км². Официальный код — 10827.

## Политическая ситуация
Бургомистр коммуны — Франц Хошопф (СДПА) по результатам выборов 2007 года.
Совет представителей коммуны (нем. Gemeinderat) состоит из 11 мест.
- СДПА занимает 7 мест.
- АНП занимает 4 места.